# Себастьян Агилар, Фернандо
Фернандо Себастьян Агилар (исп. Fernando Sebastián Aguilar; 14 декабря 1929, Калатаюд, Испания — 24 января 2019, Малага, Испания) — испанский кардинал. Епископ Леона с 22 августа 1979 по 28 июля 1983. Генеральный секретарь конференции католических епископов Испании в 1982—1988. Коадъютор архиепископа Гранады с 8 апреля 1988 по 26 марта 1993. Архиепископ Памплоны и Туделы с 26 марта 1993 по 31 июля 2007. Вице-председатель конференции католических епископов Испании в 1993—1999 и в 2002—2005. Кардинал-священник с титулом церкви Санта-Анджела-Меричи с 22 февраля 2014.